# Basket Case 3: La prole
Basket Case 3: La prole (título original: Basket Case 3: The Progeny) es una película de 1992 dirigida por Frank Henenlotter y protagonizada por Kevin Van Hentenryck. Estrenada en los cines de Estados Unidos en febrero de 1992, mezcla la comedia con el gore y el terror.

## Trama
La saga tiene un giro de lo más inesperado. Los chicos Bradley van de excursión con la familia de "individuos especiales" hacia el sur porque Belial está a punto de ser padre. Pero unos ayudantes del sheriff secuestran a las criaturas monstruosas y la familia contraataca con terribles consecuencias.

## Reparto
- Kevin Van Hentenryck es Duane Bradley.
- Annie Ross es Granny Ruth.
- Beverly Bonner es 'Fast Food Manager'.
- Heather Place es Ellice.